# Philipp Wilhelm von Günderrode
Philipp Wilhelm Günderrode (* 23. Februar 1623 in Frankfurt am Main; † 12. Januar 1689 ebenda) war ein deutscher Jurist und Stadtschultheiß in der Reichsstadt Frankfurt.

## Leben

### Herkunft und Familie
Philipp Wilhelm von Günderrode entstammte der alten Frankfurter Patrizierfamilie Günderrode, die ursprünglich aus Thüringen kam und sich in der zweiten Hälfte des 14. Jahrhunderts in Freiberg in Sachsen angesiedelt hatte. Sein Urgroßvater Tilemann Günterrode (1512–1550, Kasseler Kanzler) gilt als der Stammvater der Frankfurter Patrizierfamilie. Philipp Wilhelm war der Sohn des Hector Wilhelm von Günderrode (1590–1647, Stadtschultheiß) und dessen Ehefrau Kunigunde Steffan von Cronstetten (1601–1625).
Er war dreimal verheiratet:
Am 7. Oktober 1644 heiratete er in Frankfurt Anna Maria Scholier (1625–1676) und hatte mit ihr die
Kinder  Hector Wilhelm (1647–1700), Johann Hector (1651–1704), Johann Achilles (1653–1701), Heinrich Ludwig (1660–1703, gefallen, Hauptmann), Hector Wilhelm (1668–1696) und Reinhard Bonaventura (1670–1720, Hofmeister).
In zweiter Ehe heiratete er am 3. Juli 1677 Maria Sybille von Lersner (1628–1684). Sie hatten  keine Kinder. Seine dritte Ehefrau  Maria Catharina von Lersner (1642–1695) heiratete er am 7. Juli 1685. Die Ehe blieb ebenso kinderlos.

### Wirken
Er studierte an den Universitäten Altdorf, Straßburg und Tours Rechtswissenschaften und wurde 1663 Ratsherr in Frankfurt am Main. Seine Wahl zum Schöffen fiel in das Jahr 1677. Aus dem Kreis der Schöffen – sie waren Mitglieder der ersten Ratsbank – wurde er 1680 und 1685 zum Älteren Bürgermeister in Frankfurt bestimmt.
1686 bekleidete er das Amt des Stadtschultheißen.